# Pripjať
Pripjať (další česká exonyma jsou Prypjať a Pripěť, rusky Припять [Pripjať] nebo také Припеть, Припец, popř. Струмень, ukrajinsky Прип’ять [Pryp'jať], bělorusky Прыпяць [Prypjać], polsky Prypeć) je řeka tekoucí územím Ukrajiny (Volyňská oblast, Rovenská oblast, Kyjevská oblast) a Běloruska (Brestská, Homelská oblast). Délka toku je 710 km, z toho 261 km na Ukrajině. Povodí má rozlohu 114 300 km². Je to největší přítok Dněpru podle velikosti povodí i podle průtoku.

## Průběh toku

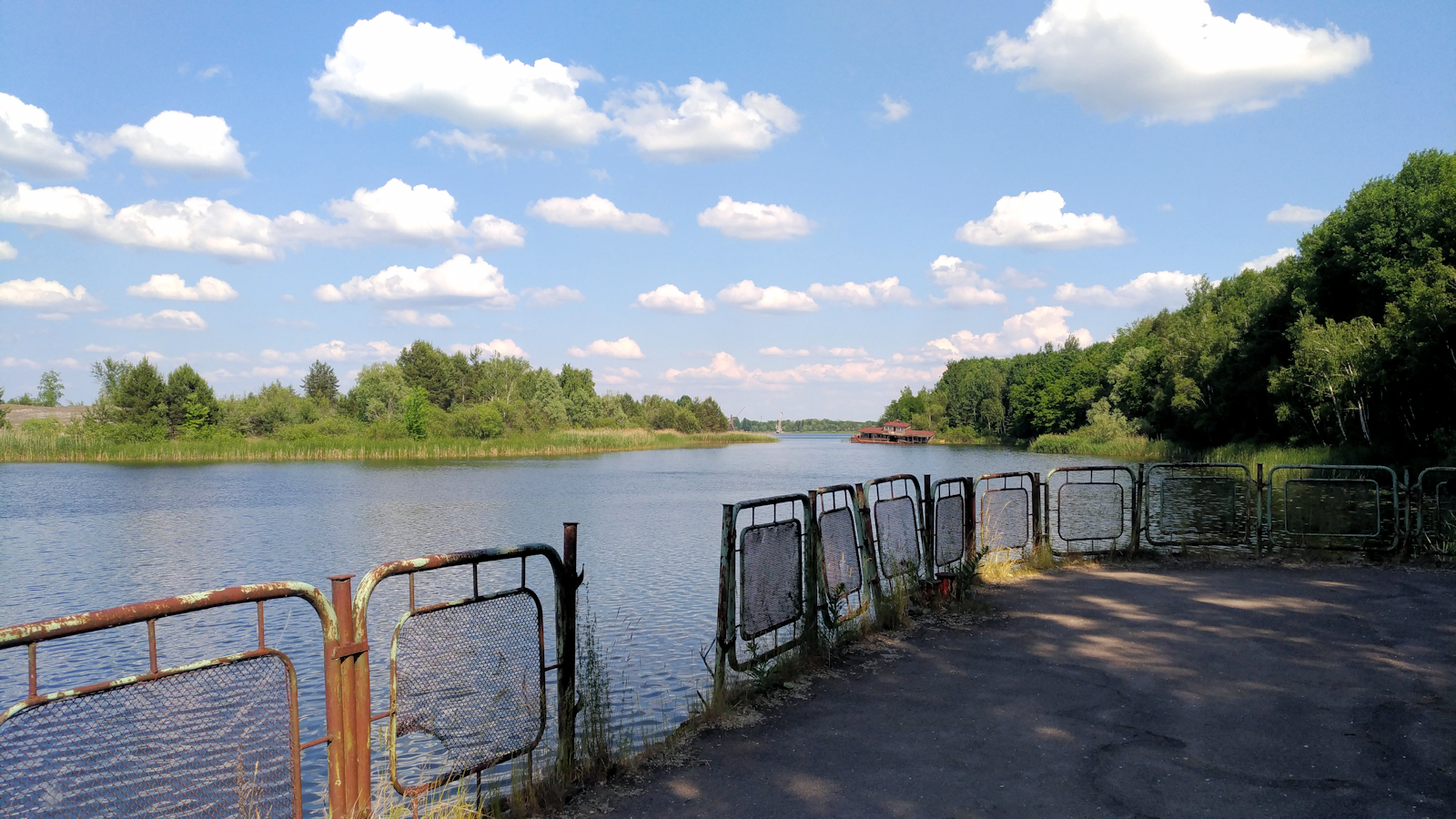
Pohled na řeku z terasy opuštěné kavárny ve městě Pripjať (2019)

Pramení v ukrajinské Volyni severozápadně od města Kovel a protéká územím zvaným Polesí, většinou jeho běloruskou částí v málo výrazné dolině. Na horním toku v oblasti Pinských bažin teče mezí nízkými bažinatými břehy a rozděluje se na ramena. Koryto řeky je v těchto místech částečně regulované. Na středním toku jsou břehy písčité a koryto není nastálo usazené.
Na dolním toku je v korytě velké množství říčních prahů. Na dolním toku protéká v Bělorusku Poleskou státní radiačně-ekologickou rezervací a na Ukrajině uzavřenou zónou Černobylské jaderné elektrárny, které tvoří oblast zamořenou radionuklidy v důsledku Černobylské havárie. V uzavřené zóně na Ukrajině se na březích řeky nachází vyklizená města Pripjať a Černobyl.
Řeka se poblíž Černobylu vlévá zprava do Dněpru v oblasti Kyjevské přehrady.

### Přítoky
- zprava – Turija, Stochid, Styr, Horyň, Uborť, Už
- zleva – Jaselda, Laň, Sluč, Ptyč

### Vodní režim
Zdrojem vody jsou především sněhové srážky. Průměrný průtok vody u Mazyru činí 370 m³/s a v ústí 460 m³/s. Maximální dosáhl přibližně 6000 m³/s. Nejvyšších vodních stavů dosahuje od první dekády března, maxima dosahuje v polovině dubna a pokles pak trvá 3 až 3,5 měsíce. Kolísání hladiny dosahuje na horním toku 2 m, na středním 3,5 m a na dolním 5 až 7 m. Vzestupy hladiny jsou doprovázeny rozlíváním řeky do širokého okolí. Pokles hladiny v létě a na podzim je přerušován zvýšeními hladiny v důsledku dešťů. Celkový roční odtok činí 14,5 km³. Zamrzá v polovině prosince a rozmrzá na konci března.

### Využití

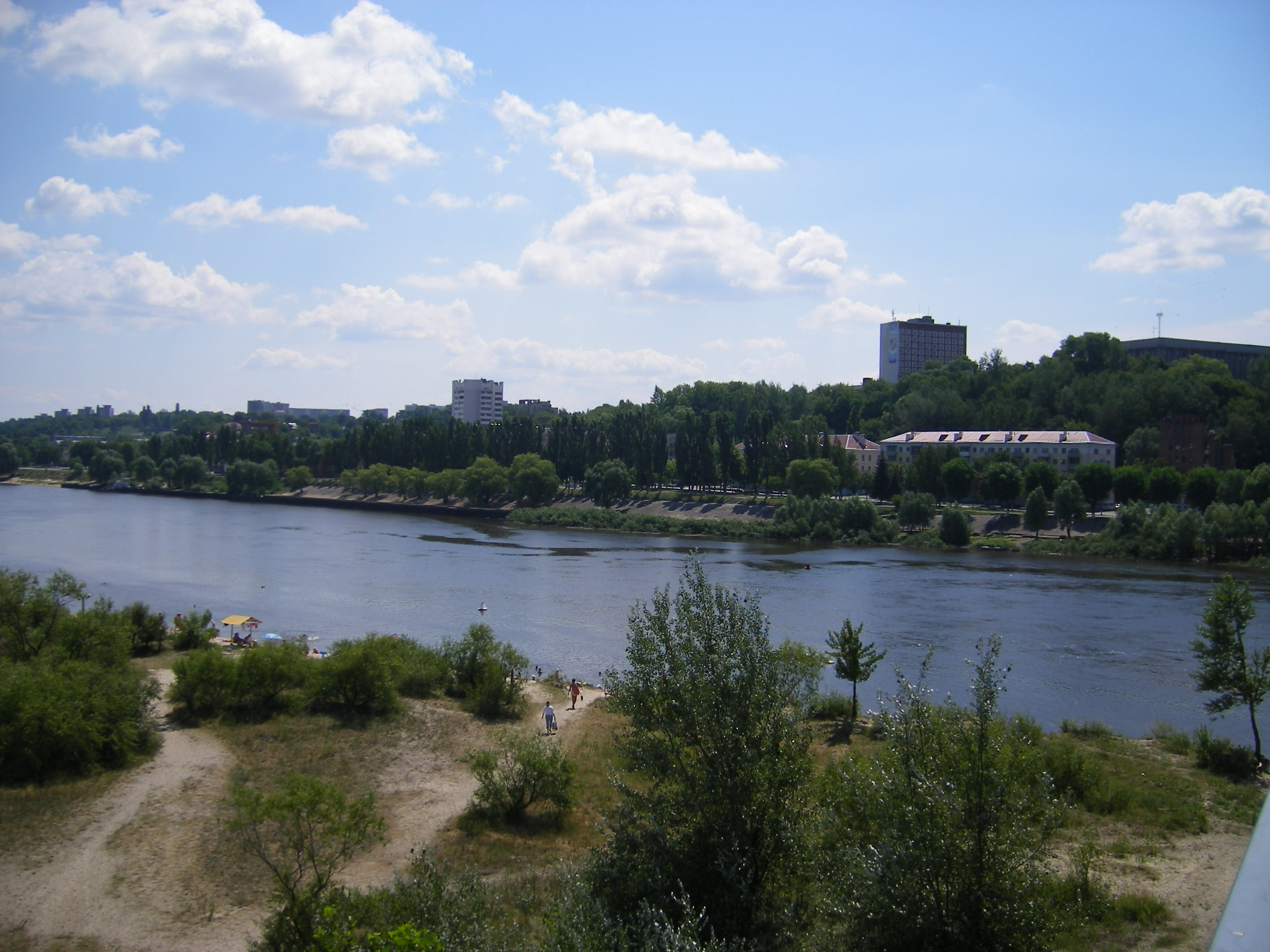
Řeka Pripjať ve městě Mazyr

Řeka je spojena Dněpersko-bugským kanálem (přes Pinu a Muchavec) s řekou Bug a Ahinským kanálem (též Dňaproŭsko-němenský kanál) přes řeku Ščara s Němenem. Po řece se plaví dřevo. Vodní doprava je možná do vzdálenosti 500 km od ústí do města Bolšoje Dikoviči. Na řece je rozvinuté rybářství (jelec jesen, cejn velký, karas obecný, štika obecná, okoun říční, plotice obecná, ježdík obecný). V povodí řeky je rozvinuté také rybníkářství.

### Osídlení
Jelikož je řeka na většině toku obklopena močály a bažinami, nejsou na ní téměř žádná větší města. Podstatnou část toku této řeky i jejích přítoků obklopují rozsáhlé a málo osídlené Pinské bažiny, které sehrály výraznou úlohu za druhé světové války. Nejdůležitější jsou běloruská města Pinsk, Petrikov, Mazyr, Naroŭlja a ukrajinská Pripjať. Pripjať protéká územím etnogeneze Slovanů.